# Castillo de Fjällnäs
El Castillo de Fjällnäs (en sueco: Fjällnäs slott) es una villa localizada al pie de Dundret en el municipio de Gällivare, condado de Norrbotten, Suecia. Fue construido en estilo suizo durante 1888 por Carl Otto Bergman (1828-1901) que estaba involucrado en la industria maderera local y en la minería. Era el administrador de Aktiebolaget Bodträskfors durante los años 1860-1887. Como jefe de la compañía minera, Bergman tenía su oficina en la casa. La villa y la finca fueron comprados en 1987 por Riksbyggen, que inició una renovación y construyó la zona circundante con grupos de casas más pequeñas.